# Ваисеи
Ваисеи (футуна Vaisei) — деревня в районе Хахаке в королевстве Увеа на Уоллис и Футуна.

## География
Ваисеи находится на западе Футуна, лежит на берегу. Граничит с Фиуа на севере и с Нуку на юге. Деревня находится возле дороги, пролегающей по всему побережью острова.

## Население
Численность населения деревни по переписи населения 2018 года составила 160 человек.
| Год  | Численность | Численность |
| ---- | ----------- | ----------- |
| 2008 | 196         |             |
| 2013 | 159         |             |
| 2018 | 160         |             |